# Джанмастино Висконти
Джанмастино Висконти (на италиански: Gianmastino Visconti; * март 1370, Милано, Сеньория Милано; † 19 юни 1405, Бергамо, Миланско херцогство) от рода Висконти, е господар на Бергамо, Вал Камоника и Джера д'Ада.

## Произход
Той е син на Бернабо Висконти (* 1323, † 1385), владетел на Милано, и на съпругата му Беатриче Реджина дела Скала (* 1331, † 1384). Негови баби и дядовци по бащина линия са Стефано Висконти, господар на Милано, и Валентина Дория, а по майчина – Мастино II дела Скала, господар на Верона и Виченца (1329 – 1351), господар на Падуа (1328 – 1338), господар на Парма (1332 – 1341), господар на Бреша (1332 – 1337), господар на Лука (1335 – 1347), и Тадеа да Карара. Има четири братя и десет сестри:
- Тадеа (* 1351, † 1381), херцогиня на Бавария като съпруга на Стефан III и майка на френската кралица Изабела Баварска

- Верде (* ок. 1352, † 1414), херцогиня на Австрия като съпруга на Леополд III Хабсбург
- Марко (* 1355, † 1382), господар на Парма (1364 – 1382), съпруг на Елизабета Баварска
- Лудовико (* 1355, † 1404), управител и господар на Лоди (1379 – 1385), и управител и господар на Парма (1385 – 1404), съпруг на Виоланта Висконти
- Валентина (* 1357 или 1360/62 или 1367, † 1393), кралица на Кипър и титулярна кралица на Йерусалим от 1378 до 1382 г. като съпруга на Петър II дьо Лузинян
- Родолфо (* 1358, † 1389), господар на Парма (1364 – 1389)
- Карло (* 1359, † 1403), господар на Парма (1364), съпруг на Беатрис д’Арманяк
- Антония (* 1364, † 1405), графиня на Вюртемберг като съпруга на Еберхард III
- Катерина (* 1362, † 1404), последна господарка на Милано (1385 – 1395) и 1-ва херцогиня на Милано (1395 – 1402) като съпруга на братовчед си Джан Галеацо Висконти
- Аниезе (* 1363, † 1391), графиня на Мантуа като съпруга на Франческо I Гонзага
- Мадалена (* 1366, † 1404), херцогиня на Бавария (1381 – 1393) и на Бавария-Ландсхут (от 1392 г.) като съпруга на Фридрих Мъдри
- Лучия (* 1372, † 1424), маркграфиня на Майсен като съпруга на Фридрих V фон Тюринген и графиня на Кент като съпруга на Едмънд Холанд
- Елизабета (* 1374, † 1432), херцогиня на Бавария като съпруга на Ернст Баварски
- Англезия (* 1377, † 1439), кралица на Кипър, Йерусалим и Армения (ок. 1401 – 1408) като съпруга на Янус дьо Лузинян

Освен това има шест полубратя и девет полусестри от извънбрачни връзки на баща си с пет жени. Баща му Бернабò непрекъснато води войни с Папската държава: той е отлъчен от Църквата и е безмилостен тиранин. През 1385 г. е свален от племенника си Джан Галеацо Висконти и по-късно е отровен в замъка на Трецо.

## Биография
През 1379 г. Бернабо Висконти разделя територията си между легитимните си синове Марко, Лудовико, Джанмастино, Родолфо и Карло. На 9-годишния Джанмастино се падат териториите на Бреша и Вал Камоника.
През май 1385 г. братовчед му Джан Галеацо Висконти, женен от 1380 г. за сестра му Катерина Висконти, чрез преврат поема цялата власт, управлява сам Милано и поръчва отравянето на чичо си Бернабо. След държавния преврат Джанмастино се укрива в Бреша, а след това в Койра при епископа. Установява се във Венеция. Като изгнаник прави поредица от пътувания, които го отвеждат в Германия.
Източниците са противоречиви по отношение името на съпругата на Джанмастино. През 1385 г., няколко месеца преди преврата, той със сигурност е бил обещан на Клеофе дела Скала, дъщеря на Антонио дела Скала, господар на Верона. Някои източници съобщават за брака му, от който са родени три деца. Според други документи обаче му се ражда законна дъщеря от някоя си Елизабета.
През юни 1404 г. той дарява Валтелина, Киавена, Поскиаво и Бормио на епископа на Койра Хартман II в знак на благодарност. Същата година, през ноември същата година, след смъртта на Джан Галеацо Висконти, Антонио и Франческо Висконти (произходжащи от клона на Уберто Висконти) се съюзяват с наследниците на Висконти срещу Пандолфо Малатеста и им дават големи територии. В този спор Джанмастино получава Бергамо и района Джера д'Ада.
Умира на 19 юни 1404 г. на 35-годишна възраст и е погребан в Бергамо в несъществуващата сега църква „Сан Джовани нела Читаделата“.

## Брак и потомство
∞ 1385 вероятно за Клеофа дела Скала († 1403), дъщеря на Антонио I дела Скала, господар на Верона, и на съпругата му Самаритана да Полента от Равена. Имат един син и вероятно една или две дъщери:
- Беатриче Висконти, вероятна, ∞ за Проздочимо де Конти
- Бернабò Висконти († сл. 10 април 1414), получава Меленяно през 1413 г., има дъщеря, Донина, омъжена за Франчисколо Кастильони, благородник от Милано
- Мадалена Висконти, вероятна, ∞ за Джовани Поро, патриций на Милано

Други документи сочат за негова съпруга някоя си Елизабета, от която има една дъщеря:
- Лучия Висконти, вдовица на Енрико Долфин, получава доходите от къщите в енория Сан Мойзе и в енория Сан Джобе във Венеция.

Има и един извънбрачен син и една извънбрачна дъщеря от две жени в Германия:
- Джорджо Висконти: в бащиното му завещание има разпоредба, според която той е трябвало да бъде отведен във Венеция, за да остане до навършването на 20 г. под опеката на Марко Негро, изпълнител на завещанието. При навършване на пълнолетие Джорджо е трябвало да получи сумата от 1200 дуката, със задължението да издържа майка си, в противен случай 400 дуката са щели да отидат директно при нея.
- Мадалена Висконти, ∞ за Джовани II Поро, племенник на известния пфалцграф Стефано Поро. Според бащиното ѝ завещание е отведена във Венеция след смъртта на баща ѝ през 1405 г., за да остане до 14-годишна възраст заедно с природения ѝ брат си Джорджо под надзора на неговия изпълнител и със зестра от 1000 дуката.